# パフォーマンス・ボンド
パフォーマンス・ボンド（契約履行保証）とは、保険会社により、契約者との契約を円滑に履行するために発行された保証された債券のことである。
例：建築会社（契約者）が依頼を受けて建物を建てる契約をする。そのときに依頼者との間にパフォーマンス・ボンドも発行する。もし契約が途中で成り立たなくなった場合（多くの場合、依頼会社の倒産など）、契約に明記されている条項によって、パフォーマンス・ボンドはそのまま建築会社の費用（損失）へ充てられる。
パフォーマンス・ボンドは主に不動産開発などに使われる。土地所有者や、投資者が開発者に対し、契約者にもし不慮の事故など（倒産）で不履行が起きてもそれまでの経費を保証できるようにそのような債券を発行するのである。
特にその契約の規模が大きくなる程、契約不履行時のリスクが大きくなるため、契約者は依頼会社の倒産などを恐れて依頼を受けることは難しくなる。パフォーマンス・ボンドはそれを円滑に進めるための債券である。